# Outlook Peak
L'Outlook Peak és una muntanya que es troba a la regió de Qikiqtaaluk, Nunavut, Canadà. Es troba a l'extrem sud-oest de la glacera Muller, i amb 2.210 msnm és el cim més alt de la serralada Princess Margaret, alhora que també ho és de l'illa Axel Heiberg.